# Mnichovský Týnec
Mnichovský Týnec je vesnice, část obce Chožov v okrese Louny. Nachází se přibližně 2,5 kilometru severozápadně od Chožova a 7 kilometrů severně od Loun. V roce 2011 zde trvale žilo 96 obyvatel.
Mnichovský Týnec je také název katastrálního území o rozloze 5,27 km².

## Historie
První písemná zmínka o Mnichovském Týnci pochází z roku 1341, kdy vesnice patřila oseckému klášteru. V průběhu husitských válek se stala šlechtickým majetkem a od roku 1454 patřila městu Louny. Okolo roku 1550 je vesnice doložena jakou součást postoloprtského panství a v sedmnáctém století patřila ke statku Charvatce. Po třicetileté válce ve vsi podle berní ruly z roku 1654 stálo pět obydlených usedlostí. Od roku 1760 byla vesnice spravována z lobkovické Libčevsi, ke které patřila až do zrušení patrimoniální správy.
Jádrem vsi je svažitá obdélníková náves, okolo které se soustředily větší zemědělské usedlosti. Několik dalších usedlostí vzniklo na západním okraji návsi a drobnější chalupnická a domkářská zástavba zaujala část návsi a zejména východní a západní okraj vesnice. Přes drobné modernizace domů si vesnice uchovala původní ráz.

## Obyvatelstvo
|                                                                              | 1869 | 1880 | 1890 | 1900 | 1910 | 1921 | 1930 | 1950 | 1961 | 1970 | 1980 | 1991 | 2001 | 2011 |
| ---------------------------------------------------------------------------- | ---- | ---- | ---- | ---- | ---- | ---- | ---- | ---- | ---- | ---- | ---- | ---- | ---- | ---- |
| Obyvatelé                                                                    | 329  | 333  | 306  | 288  | 286  | 278  | 301  | 196  | 181  | 166  | 120  | 90   | 125  | 96   |
| Domy                                                                         | 60   | 65   | 62   | 67   | 59   | 66   | 69   | 72   | .    | 54   | 44   | 53   | 62   | 63   |
| Počet domů z roku 1961 je zahrnut v celkovém počtu domů místní části Třtěno. |      |      |      |      |      |      |      |      |      |      |      |      |      |      |

## Pamětihodnosti
Na návsi stojí novogotická kaple svatého Václava. Jedinou stavbou, u níž se dochovalo hrázděné patro, je hospodářská budova usedlosti čp. 29. Většina usedlostí je přízemní až polopatrová a pochází z přelomu devatenáctého a dvacátého století. Usedlosti na západní straně návsi, v některých případech dvouštítové (čp. 42 a 43), byly postaveny v eklektickém slohu. Historizující a secesní fasády mají některé domy v západní části vesnice (čp. 29, 32 a 33). Dům čp. 61 na návsi má křídlový novorenesanční štít.

## Osobnosti
- Karel Loos (1722–1772), český skladatel

## Galerie

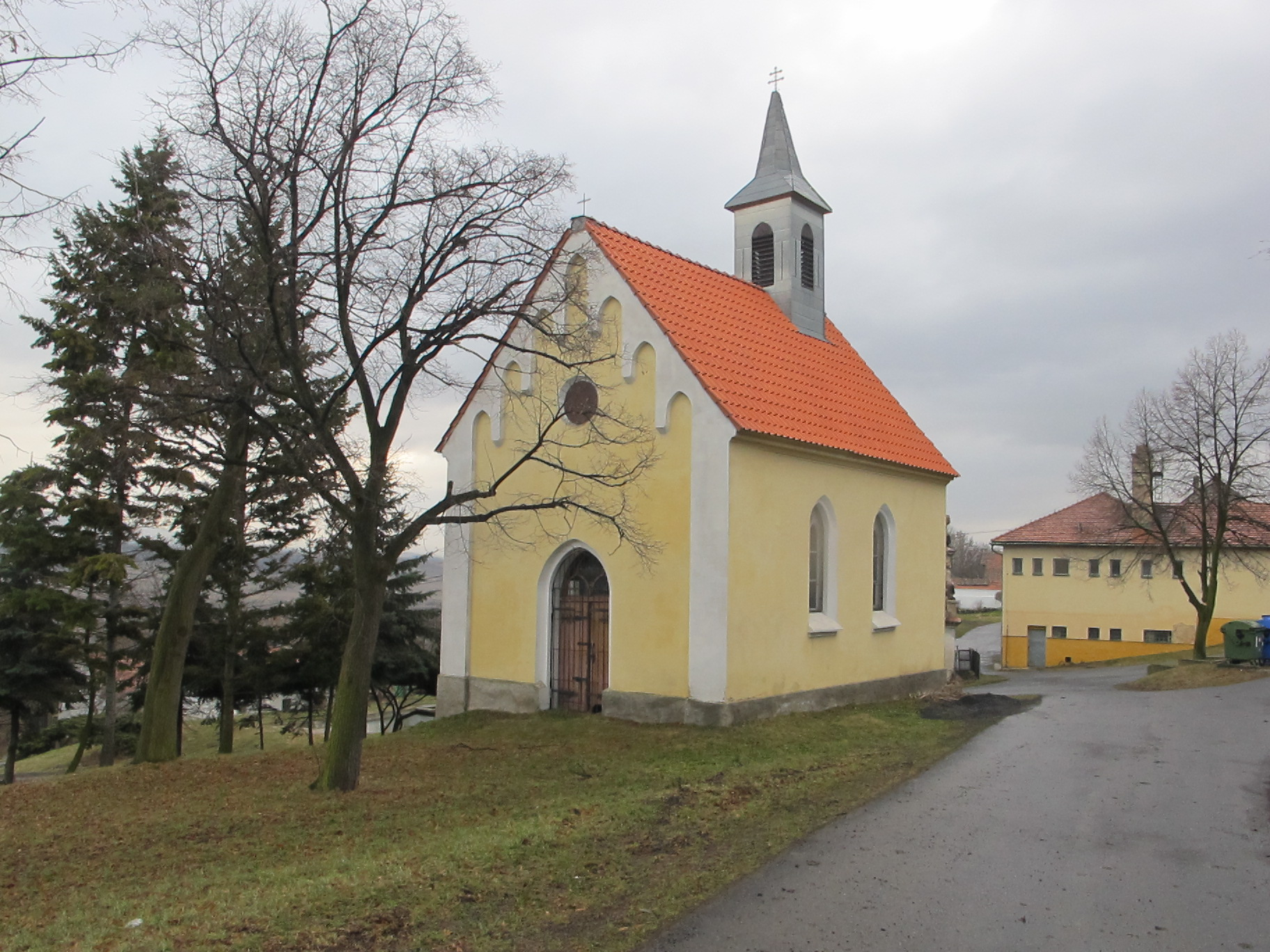
Kaple svatého Václava na návsi
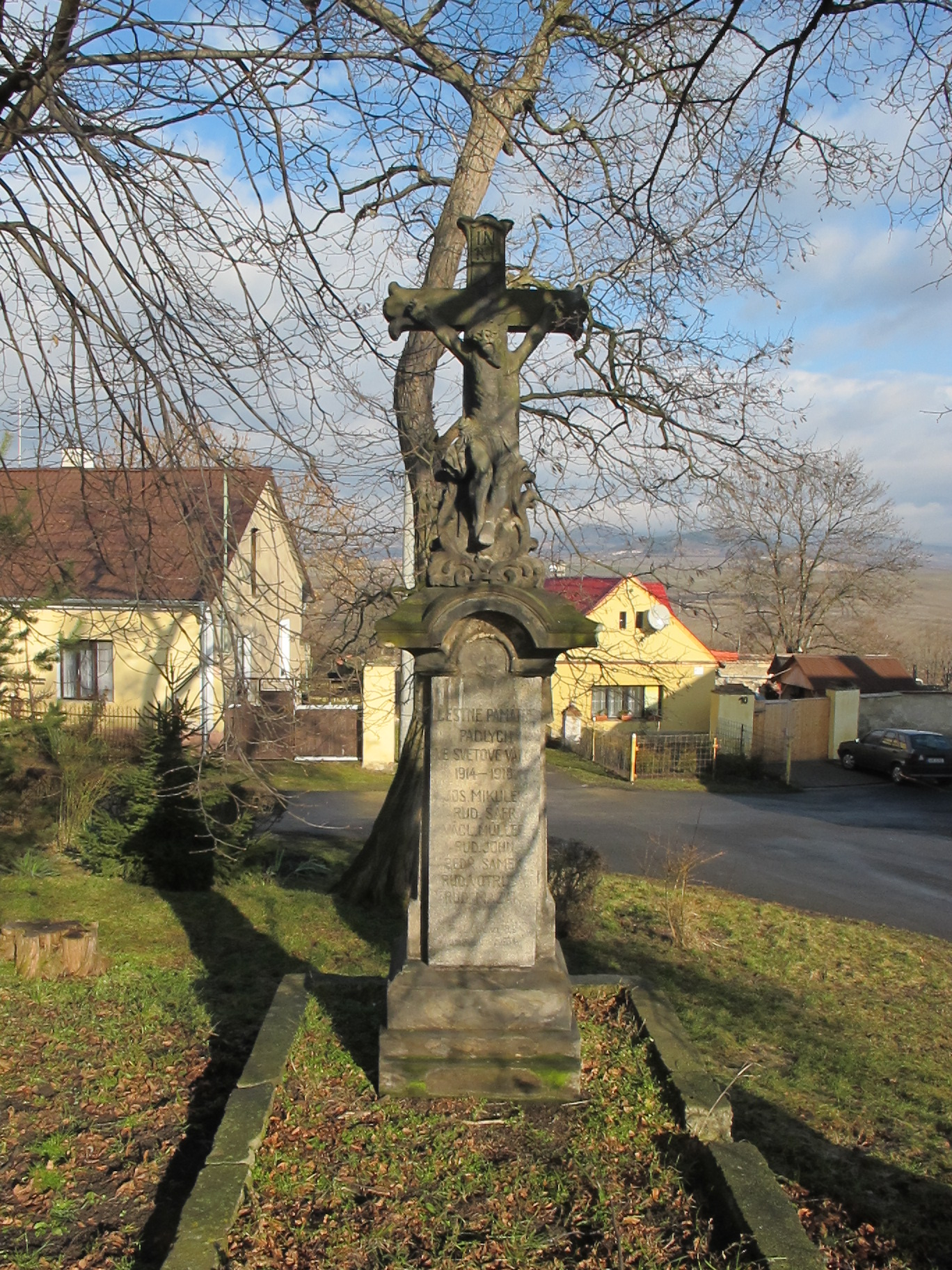
Barokní krucifix s nápisovou deskou věnovanou obětem první světové války
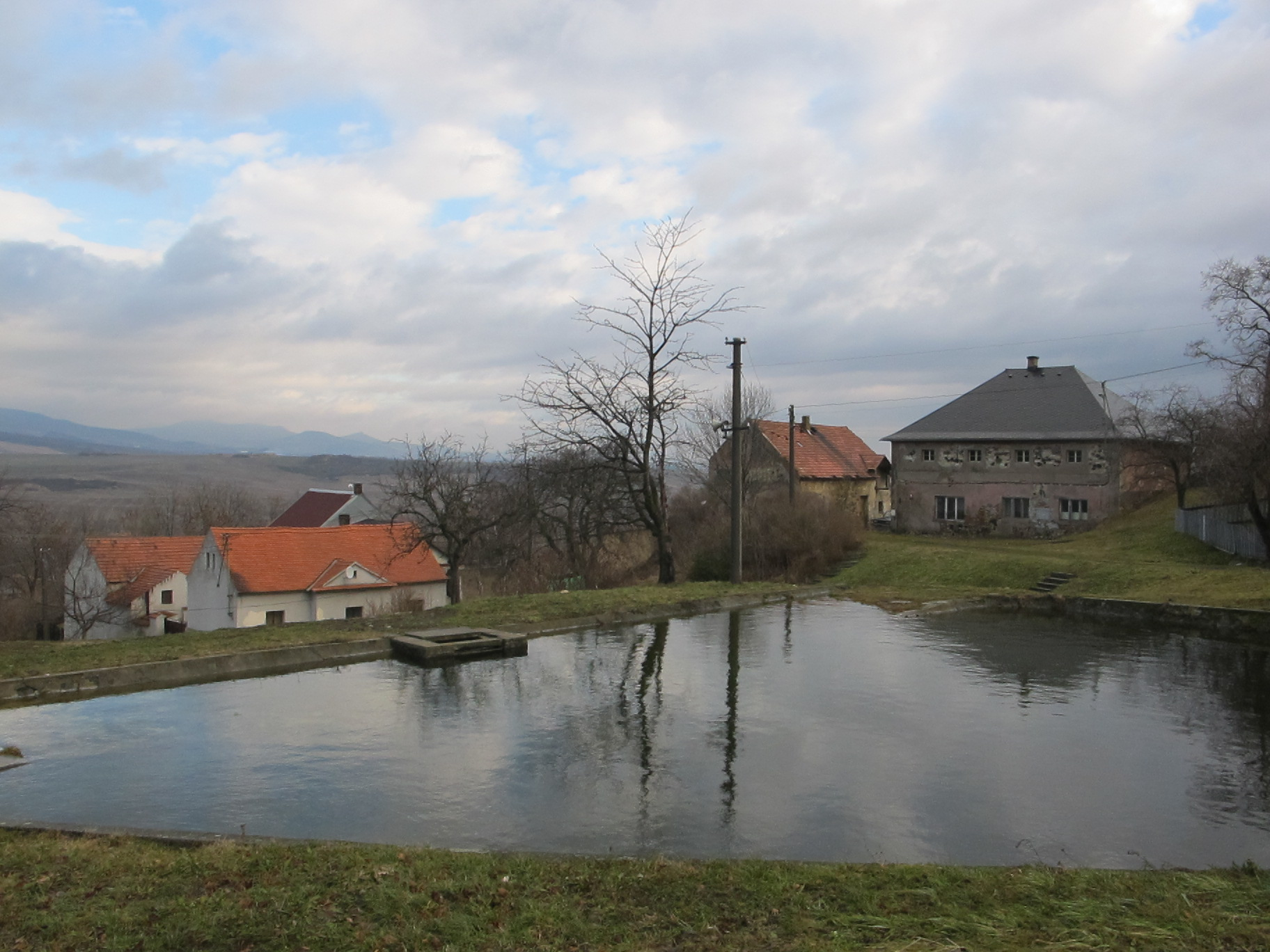
Požární nádrž